# 도쿄 경비사령부
도쿄 경비사령부(일본어: 東京警備司令部 도쿄 케이비시레이부[*])는 간토 대지진 직후 도쿄와 주변 지역에 행정계엄을 집행한 동안에 설치하였던 간토 계엄사령부의 후신 조직이다.

## 개요
사령부는 참모장, 참모, 부관 및 하사관 및 판임문관을 포함해도 10명 가량의 작은 행정사무소나 다름 없었다. 경비구역으로 도쿄시, 에바라군, 도요타마군, 기타토시마군, 미나미아다치군, 미나미카쓰시카군, 요코하마시, 다치바나군을 지정받았으나, 근위사단이나 제1사단에 대한 명령권한이 아닌, 경비를 위한 지휘권을 가졌다. 관동 대지진의 여파가 정리되고 계엄을 해제한 이후에는 경비대 사령부로서 운영되었다.

## 역사
1932년에 방공연습을 계획하고 8월에 간토방공연습을 집행하였다. 민간 및 군사 통합연습을 하기 위해 방재단체로서 설립한지 얼마되지 않은 방호단가 참가하였다.
1935년 8월 1일부터 새로 설립된 동부방위사령부을 겸임하기 시작하여 1937년에 편제 관위에서 군대로 개선됨에 따라 도쿄 경비사령부는 11월 30일에 해체되었다.

## 지휘부
| #  | 계급 | 성명                            | 취임일           | 이임일           | 비고                            |
| -- | ---- | ------------------------------- | ---------------- | ---------------- | ------------------------------- |
| 1  | 대장 | 山梨半造 야마나시 한조[*]       | 1923년 11월 16일 | 1924년 8월 20일  |                                 |
| 2  | 대장 | 菊池慎之助 기쿠치 신노스케[*]   | 1924년 8월 20일  | 1926년 3월 2일   |                                 |
| 3  | 대장 | 武藤信義 무토 노부요시[*]       | 1926년 3월 2일   | 1926년 7월 28일  |                                 |
| 4  | 중장 | 磯村年 이소무라 도시[*]         | 1926년 7월 28일  | 1928년 8월 10일  |                                 |
| 5  | 중장 | 岸本鹿太郎 기시모토 시카타로[*] | 1928년 8월 10일  | 1929년 8월 1일   |                                 |
| 6  | 중장 | 長谷川直敏 하세가와 나오토시[*] | 1929년 8월 1일   | 1930년 12월 22일 |                                 |
| 7  | 중장 | 林弥三吉 하야시 사키치[*]       | 1930년 12월 22일 | 1932년 2월 29일  |                                 |
| 8  | 중장 | 木原清 기하라 요시[*]           | 1932년 2월 29일  | 1933년 3월 18일  |                                 |
| 9  | 중장 | 林仙之 햐아시 나리유키[*]       | 1933년 3월 18일  | 1934년 3월 5일   |                                 |
| 10 | 중장 | 西義一 니시 요시카즈[*]         | 1934년 3월 5일   | 1935년 12월 2일  | 1934년 11월 28일, 대장으로 승진 |
| 11 | 중장 | 香椎浩平 가이시 고헤이[*]       | 1935년 12월 2일  | 1936년 4월 2일   |                                 |
| 12 | 중장 | 岩越恒一 이와코시 쓰네이치[*]   | 1936년 4월 2일   | 1937년 8월 2일   |                                 |
| 13 | 중장 | 中村孝太郎 나카무라 고타로[*]   | 1937년 8월 2일   | 1937년 11월 30일 | 사령부 해체                     |

| # | 계급 | 성명                              | 취임일           | 이임일           |             |
| - | ---- | --------------------------------- | ---------------- | ---------------- | ----------- |
| 1 | 대좌 | 秦真次 하타 신지[*]               | 1923년 11월 17일 | 1926년 3월 2일   |             |
| 2 | 대좌 | 中岡弥高 나카오카 야타카[*]       | 1926년 3월 2일   | 1928년 5월 30일  |             |
| 3 | 대좌 | 宇佐美興屋 우사미 오키이에[*]     | 1928년 5월 30일  | 1929년 8월 1일   |             |
| 4 | 대좌 | 橋本虎之助 하시모토 도라노스케[*] | 1929년 8월 1일   | 1931년 8월 1일   |             |
| 5 | 소장 | 島省三 시마 쇼조[*]               | 1931년 8월 1일   | 1933년 3월 18일  |             |
| 6 | 소장 | 尾高亀蔵 스에타카 카메조[*]       | 1933년 3월 18일  | 1935년 8월 1일   |             |
| 7 | 소장 | 安井藤治 야스이 도지[*]           | 1935년 8월 1일   | 1937년 8월 2일   |             |
| 8 | 소장 | 吉本貞一 요시모토 데이이치[*]     | 1937년 8월 2일   | 1937년 11월 30일 | 사령부 해체 |

## 같이 보기
- 도쿄 방어총감부; 1895년~1901년
- 도쿄 위수총감부; 1904년~1920년
- 간토 계엄사령부; 1923년

## 참고
1. ↑  山本唯人 (1992). “防空消防の展開と民間消防組織の統合過程”. 日本都市社会学会年報17 (일본어): 96.

| 이전 간토 계엄사령부 | 도쿄 경비사령부 1923년~1937년 | 다음 동부방위사령부 |